# سنترال هایتس-میدلند سیتی (آریزونا)
سنترال هایتس-میدلند سیتی (به انگلیسی: Central Heights-Midland City) یک منطقهٔ مسکونی در ایالات متحده آمریکا است که در شهرستان جیلا، آریزونا واقع شده‌است. سنترال هایتس-میدلند سیتی ۴٫۹۶ کیلومتر مربع مساحت و ۵٬۰۱۵ نفر جمعیت دارد.